# Telamonia caprina
Telamonia caprina är en spindelart som först beskrevs av Simon 1903.  Telamonia caprina ingår i släktet Telamonia och familjen hoppspindlar. Inga underarter finns listade i Catalogue of Life.